# Narita Express
Le Narita Express (成田エクスプレス, Narita ekusupuresu) ou N'EX, est un service ferroviaire de la compagnie JR East qui relie l'aéroport international de Narita à plusieurs gares de l'agglomération de Tokyo au Japon. Le concurrent principal du Narita Express est le service Skyliner de la compagnie privée Keisei.

## Histoire
Jusqu'en 1991, la seule liaison ferroviaire avec l'aéroport de Narita était effectuée par le Skyliner de la Keisei, mais ce dernier arrivait à une gare assez éloignée des terminaux. Pour améliorer la desserte, la JR prévoyait de construire une ligne Shinkansen desservant directement l'aéroport mais le projet fut abandonné. Cependant, l'espace réservé pour ce projet fut utilisé pour construire une gare souterraine sous le terminal 1 et la relier aux lignes Narita et Keisei. La gare ouvrit le 19 mars 1991 et le service Narita Express débuta le même jour.
En 1992, le Narita Express s'arrête à la gare du terminal 2 nouvellement construite.

## Parcours

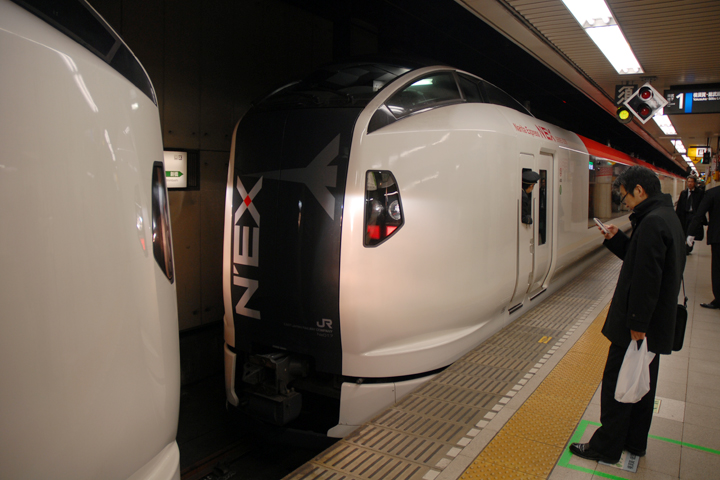
Séparation de deux rames Narita Express en gare de Tokyo

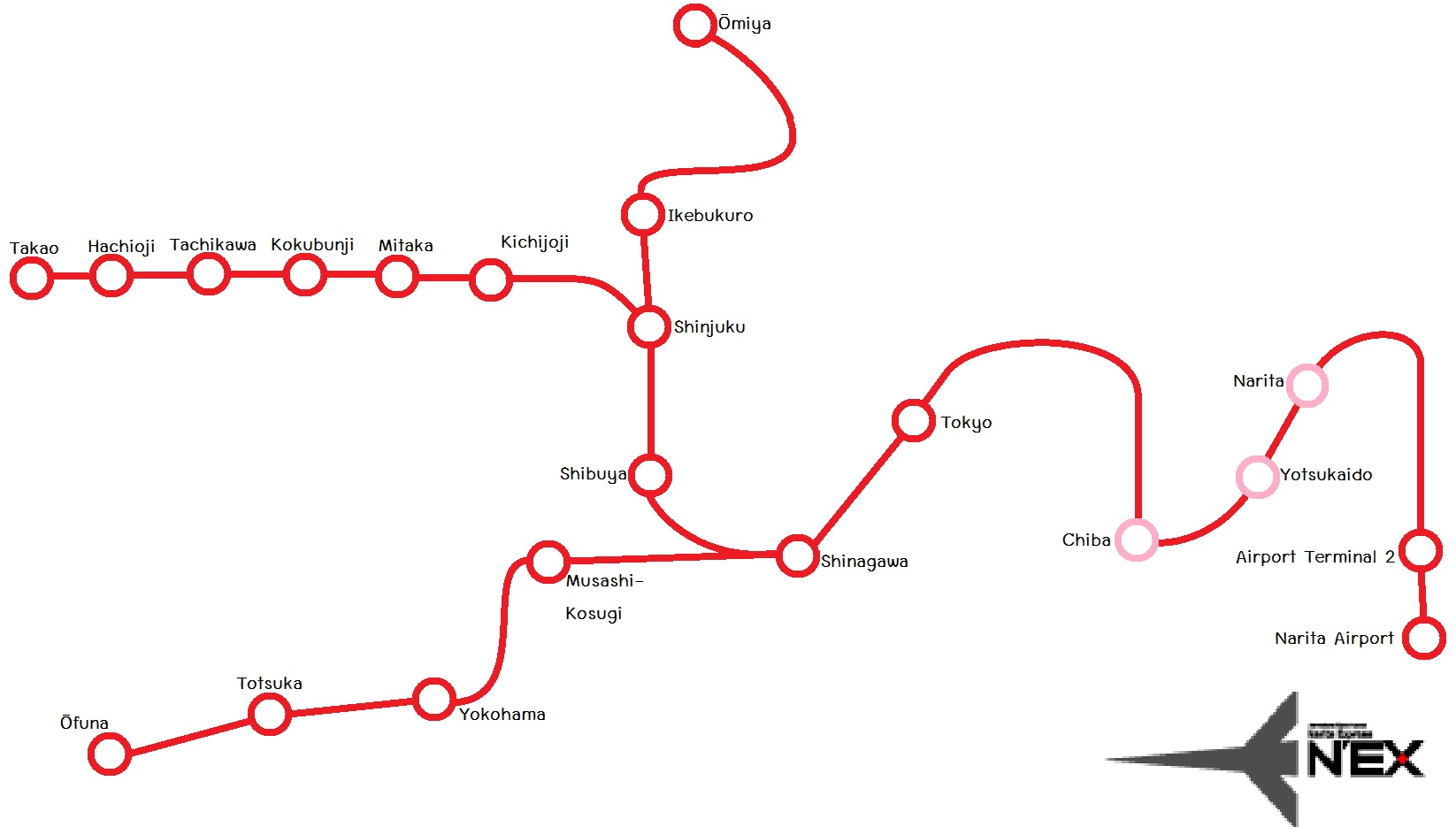
Tracé du Narita Express jusqu'en 2021.

Depuis l'aéroport de Narita, le Narita Express emprunte la ligne Narita jusqu'à Sakura puis la ligne Sōbu jusqu’à la gare de Tokyo. Le trajet dure environ une heure.
À Tokyo, la rame se sépare en deux. Une partie dessert Shinagawa, Yokohama et Ōfuna par la ligne Yokosuka. L'autre partie se dirige vers Shibuya et Shinjuku. Certains services sont prolongés jusqu'à Hachiōji en empruntant la ligne Chūō.

## Prix
(en 2013)

### Classe Standard
De l'aéroport de Narita (terminal 1 ou 2) à:
| Destination                                | Prix    |
| ------------------------------------------ | ------- |
| Chiba                                      | 1 890 ¥ |
| Tokyo                                      | 2 940 ¥ |
| Shinjuku / Ikebukuro / Shibuya / Shinagawa | 3 250 ¥ |
| Musashi-Kosugi                             | 3 280 ¥ |
| Ōmiya                                      | 3 740 ¥ |
| Yokohama                                   | 4 180 ¥ |
| Ōfuna / Totsuka / Hachiōji / Takao         | 4 500 ¥ |

Le Japan Rail Pass est valable sur le Narita Express.

### Green Car
Un siège de Green Car (première classe) peut être réservé pour un supplément de 1 490 ¥.

## Trains
La JR East utilise une flotte de 22 trains à 6 voitures de la série E259. Ils ont remplacé fin 2009 les trains de la série série 253 en service depuis 1991.
Chaque train E259 est composé de 4 voitures motorisées et deux voitures avec cabine de conduite. Il développe une puissance de 2 320 kW et une vitesse maxi de 130 km/h. La capacité est de 290 passagers dont 29 en Green Car.

## Galerie

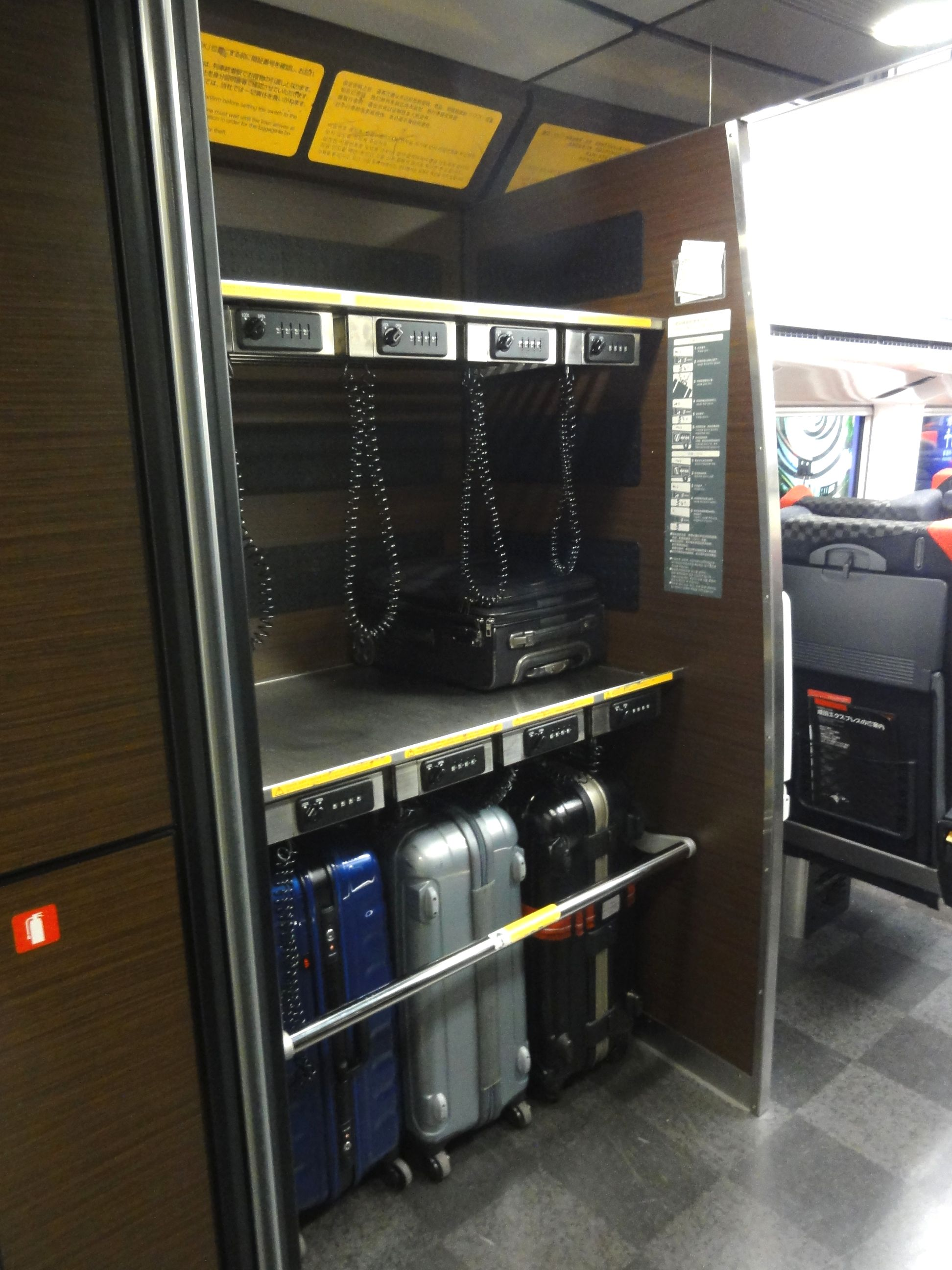
Espace pour les bagages.
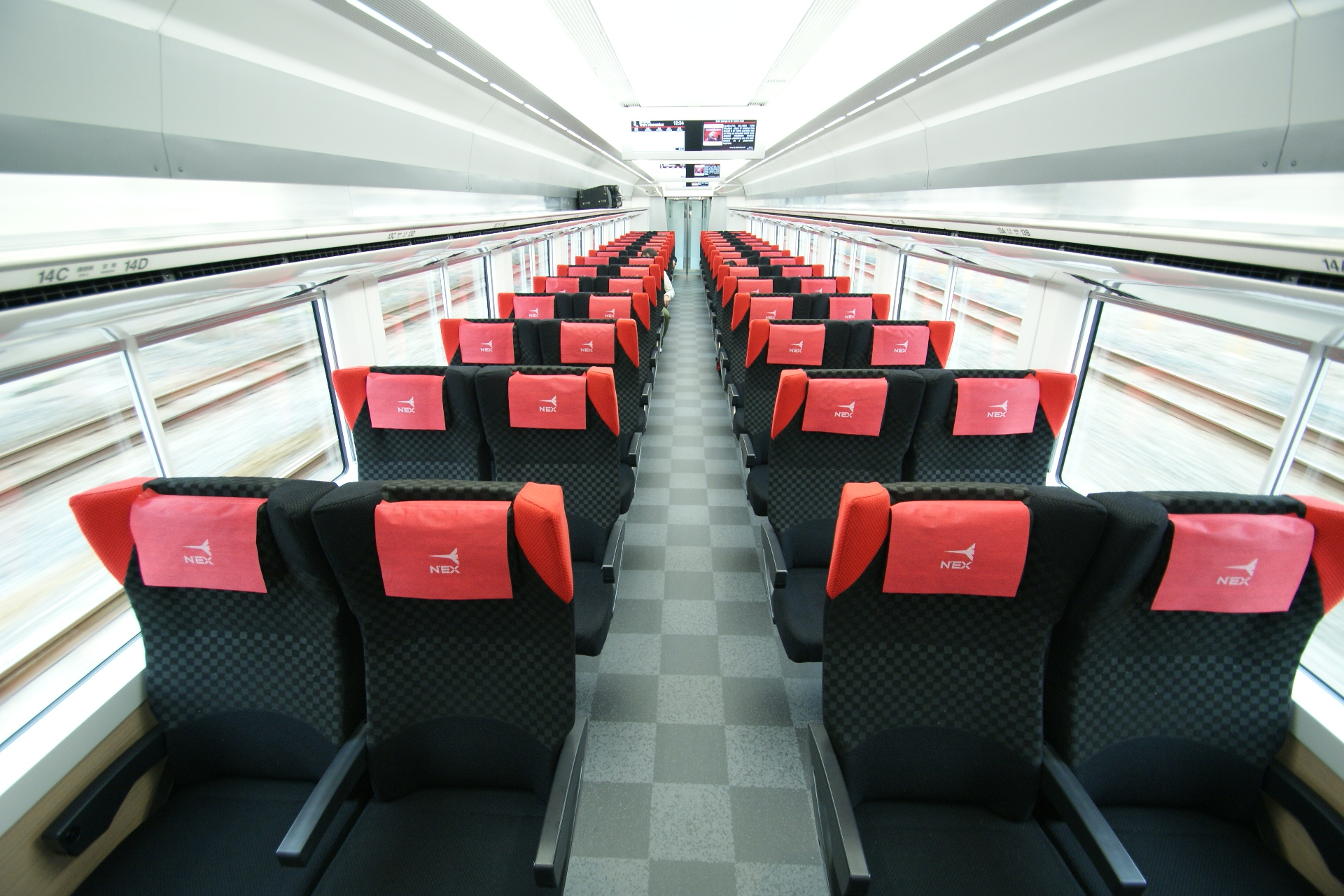
Intérieur d'une voiture Classe Standard.
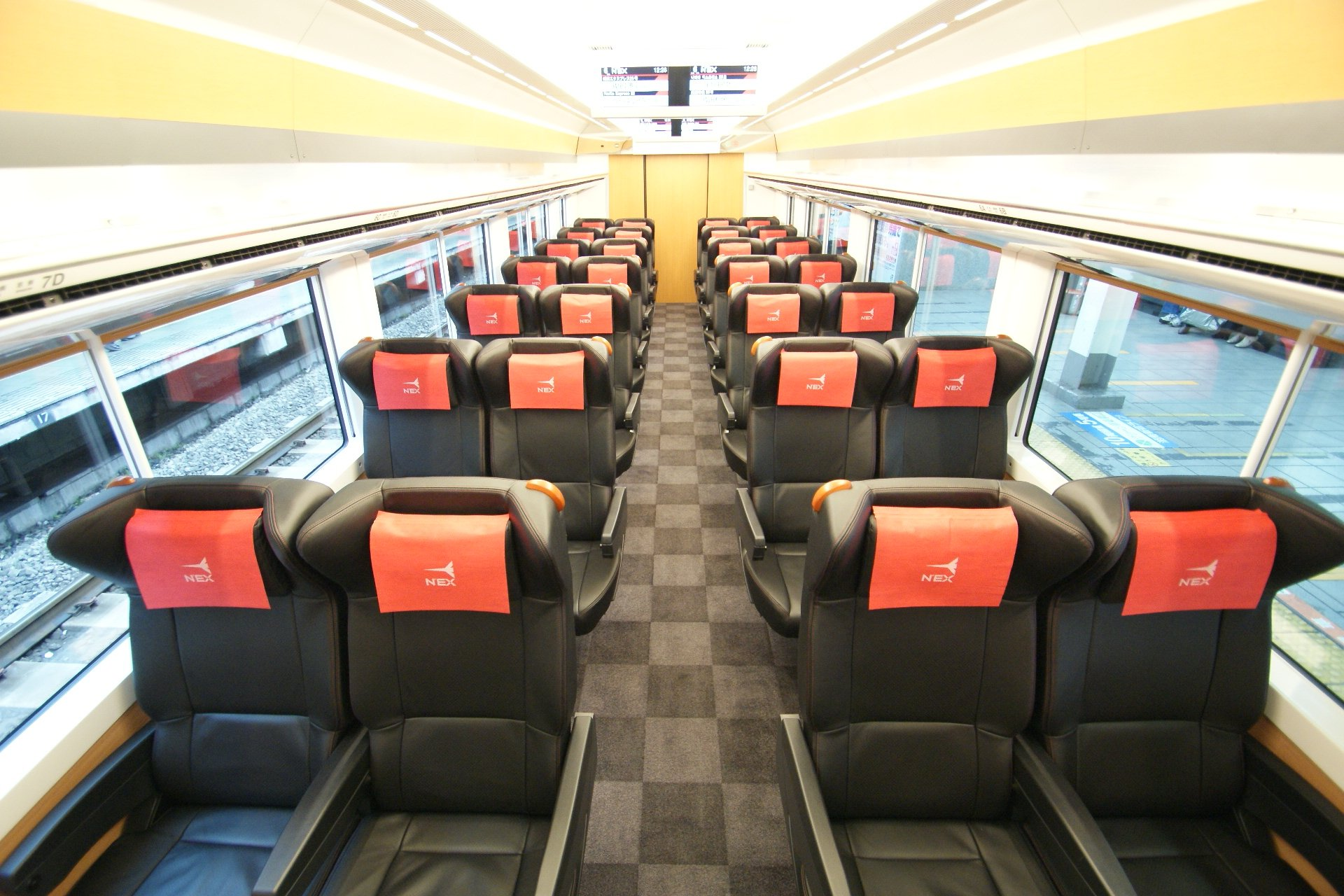
Intérieur d'une voiture Green car.
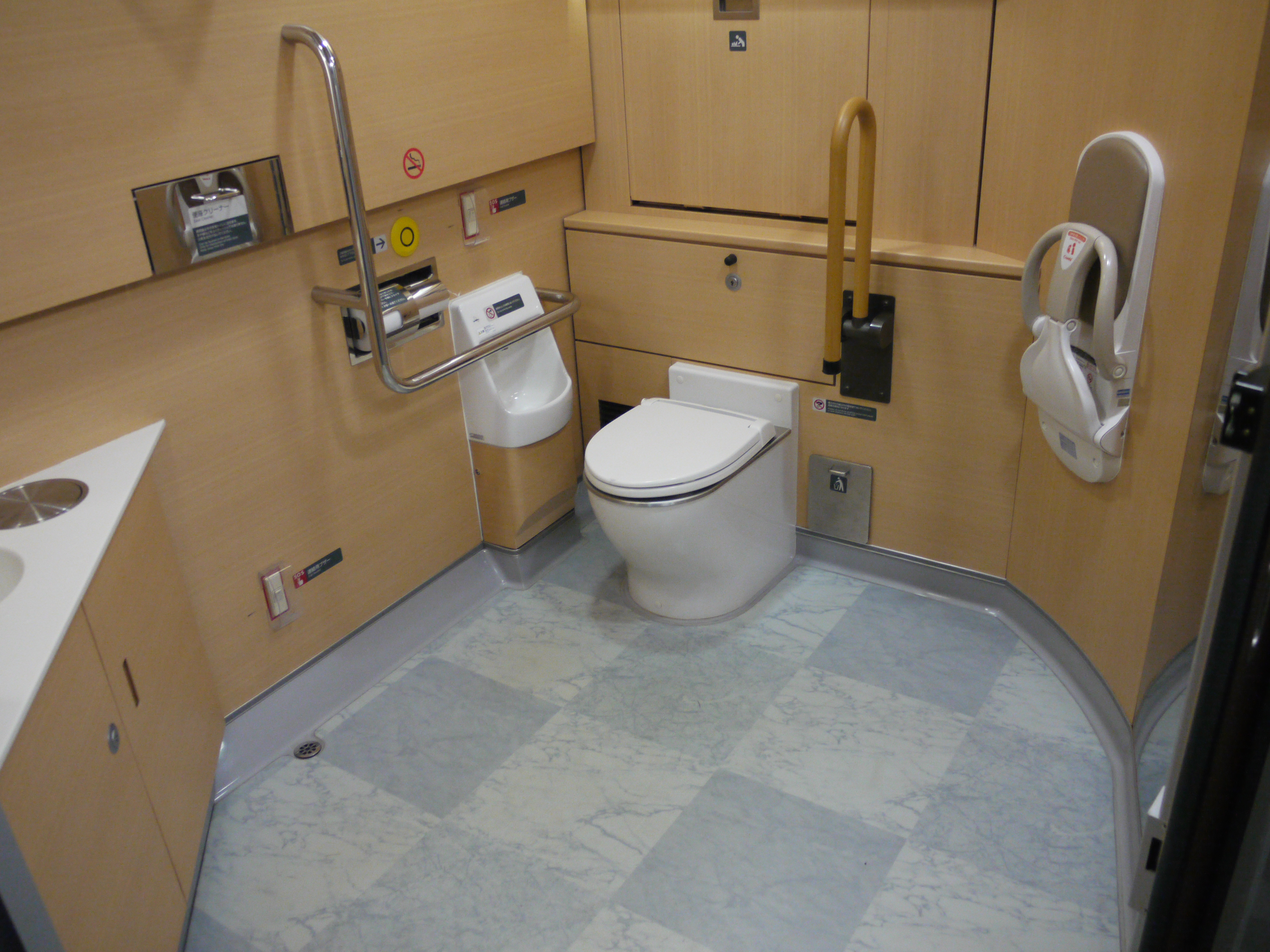
Toilettes d'une voiture Green car.